# Dupontia fisheri
Dupontia es un género monotípico de plantas herbáceas perteneciente a la familia de las poáceas. Su única especie: Dupontia fisheri, es originaria del Ártico.

## Descripción
Plantas perennes, rizomatosas o estoloníferas con culmos de 10-50 cm de alto; herbácea . Hojas no auriculadas. Con los márgenes de la vaina unidos. Vainas a menudo violáceas. Las láminas de las hojas lineales; estrechas; de 1-5 mm de ancho; planas o plegadas, sin nervadura transversal. La lígula es una membrana truncada o no de 1-3 mm de largo. Plantas bisexuales, con espiguillas bisexuales y con flores hermafroditas. Inflorescencia paniculada. Las espiguillas femeninas fértiles de 4-9 mm de largo ; comprimidas lateralmente para no totalmente comprimidas; desarticulándose por encima de las glumas. La raquilla se prolonga más allá del florete femenino fértil superior , la extensión de la raquilla desnuda.

## Taxonomía
Dupontia fisheri fue descrita por Robert Brown y publicado en Chloris Melvilliana 33. 1823. 
Etimología
Dupontia: nombre genérico otorgado en honor del botánico francés J. D. Dupont.
fisheri: epíteto otorgado en honor de Mr. Fisher, cuyo herbario contenía la más completa serie de especies de hierbas.
Citología
El número cromosómico básico del género es x = 7, con números cromosómicos somáticos de 2n = 42, 44, 88 y 132, ya que hay especies diploides y una serie poliploide. Cromosomas relativamente "grandes".
Sinonimia
- Arctagrostis humilis K.Richt.
- Arundo hyperborea Trin. ex Steud.
- Colpodium humile Lange
- Colpodium langei Gand.
- Donax kotzebuensis Trin.
- Dupontia micrantha Holm
- Dupontia pelligera (Rupr.) Rupr. ex Nyman
- Dupontia psilosantha (Rupr.) Griseb.
- Graphephorum fisheri (R.Br.) A.Gray
- Graphephorum psilosanthum (Rupr.) E.Fourn.
- Melica fischeri (R. Br.) Spreng.
- Melica fisheri (R.Br.) Spreng.
- Poa pelligera Rupr.
- Poa psilosantha Rupr.[2][3][4]

subsp. fisheri 
- Dupontia pelligera (Rupr.) Á. Löve & Ritchie
- Graphephorum fisheri var. fisheri